# نتائج منتخب عمان لكرة القدم
فريق عمان الوطني كرة القدم هو الفريق الوطني لعمان الذي مثّل عمان في المسابقات الدولية منذ عام 1978. وعلى الرغم من أن الفريق أنشئ رسميا في عام 1978، فقد تشكلت هذه الفرقة من فترة طويلة، ولم يتم إنشاء رابطة مناسبة لكرة القدم إلا في ديسمبر 2005. ويخضع هذا الفريق لتنظيم اتحاد كرة القدم في عمان.

## 2000s

### 2001
| 30 أبريل 2001 تصفيات كأس العالم 2002 – آسيا المرحلة الأولى | عمان | 12–0  | لاوس | مسقط، عمان                                                                                      |
| 16:00 ت ع م+04:00                                          | هاني الضابط 6'، 23' (ركلة.)، 30'، 45'، 45+1' · تقي مبارك السيابي 21' · يعقوب جمعة المخيني 39'، 44' · Nasser Zayid 62' (ركلة.) · فوزي بشير 81'، 85' · Al-Araimi 84' | تقرير |      | الملعب: مجمع السلطان قابوس الرياضي الحضور: 2,000 الحكم: Ammar Ammar (الاتحاد الليبي لكرة القدم) |

| 4 مايو 2001 تصفيات كأس العالم 2002 – آسيا المرحلة الأولى | عمان | 7–0   | لاوس | مسقط، عمان                                                                                      |
| 19:15 ت ع م+04:00                                        | هاني الضابط 15'، 79' · تقي مبارك السيابي 36' · محمد خميس العريمي 39'، 42' · يعقوب جمعة المخيني 43' · Samir 90' | تقرير |      | الملعب: مجمع السلطان قابوس الرياضي الحضور: 2,099 الحكم: Gyanu Shrestha (اتحاد نيبال لكرة القدم) |

| 7 مايو 2001 تصفيات كأس العالم 2002 – آسيا المرحلة الأولى | عمان                                                                                 | 7–0   | الفلبين | مسقط، عمان |
| 19:15 ت ع م+04:00                                        | هاني الضابط 43' (ركلة.)، 81' · يعقوب جمعة المخيني 45'، 61'، 68'، 79' · سمير سعيد 83' | تقرير |         | الملعب: مجمع السلطان قابوس الرياضي الحضور: 2,200 الحكم: Abdul Rahman Al-Delawar (الاتحاد البحريني لكرة القدم) |

| 11 مايو 2001 تصفيات كأس العالم 2002 – آسيا المرحلة الأولى | الفلبين | 0–2   | عمان                        | مسقط، عمان                                                                                                |
| 19:15 ت ع م+04:00                                         |         | تقرير | يعقوب جمعة المخيني 11'، 56' | الملعب: مجمع السلطان قابوس الرياضي الحضور: 3,000 الحكم: Sergey Tsaregradskiy (اتحاد كازاخستان لكرة القدم) |

| 18 مايو 2001 تصفيات كأس العالم 2002 – آسيا المرحلة الأولى | سوريا                                        | 3–3   | عمان                                        | حلب، سوريا                                                                   |
| 16:30 ت ع م+03:00                                         | سيد بيازيد 4' · محمد عفش 56' · بشار سرور 68' | تقرير | Al-Araimi 35' · هاني الضابط 55' · Samir 81' | الملعب: ملعب الحمدانية الحضور: 18,000 الحكم: لو جون (اتحاد الصين لكرة القدم) |

| 25 مايو 2001 تصفيات كأس العالم 2002 – آسيا المرحلة الأولى | عمان                              | 2–0   | سوريا | مسقط، عمان                                                                                          |
| 19:15 ت ع م+04:00                                         | تقي مبارك السيابي 48' · Samir 67' | تقرير |       | الملعب: مجمع السلطان قابوس الرياضي الحضور: 25,000 الحكم: ماسايوشي أوكادا (اتحاد اليابان لكرة القدم) |

| 16 أغسطس 2001 تصفيات كأس العالم 2002 – آسيا المرحلة الثانية | قطر | 0–0   | عمان | الدوحة، قطر                                                                                        |
| 19:00 ت ع م+03:00                                           |     | تقرير |      | الملعب: استاد خليفة الدولي الحضور: 15,000 الحكم: Abdulhameed Ebrahim (الاتحاد البحريني لكرة القدم) |

| 31 أغسطس 2001 تصفيات كأس العالم 2002 – آسيا المرحلة الثانية | عمان | 0–2   | الصين                              | مسقط، عمان                                                                                               |
| 19:15 ت ع م+04:00                                           |      | تقرير | تشي هونغ 70' · فان جيي 84' (ركلة.) | الملعب: مجمع السلطان قابوس الرياضي الحضور: 35,000 الحكم: Ahmad Khalidi Supian (اتحاد ماليزيا لكرة القدم) |

| 8 سبتمبر 2001 تصفيات كأس العالم 2002 – آسيا المرحلة الثانية | أوزبكستان                                                                      | 5–0   | عمان | طشقند، أوزبكستان                                                                         |
| 19:00 ت ع م+05:00                                           | جعفر إريسميتوف 17'، 73' · ماكسيم شاتسكيخ 38' (ركلة.) · ميرجلال قاسموف 50'، 67' | تقرير |      | الملعب: ملعب باختاكور المركزي الحضور: 25,000 الحكم: مسعود مرادي (اتحاد إيران لكرة القدم) |

| 14 سبتمبر 2001 تصفيات كأس العالم 2002 – آسيا المرحلة الثانية | عمان        | 1–1   | الإمارات العربية المتحدة | مسقط، عمان                                                                                           |
| 19:00 ت ع م+04:00                                            | Nairooz 52' | تقرير | Abdulazeez 13'           | الملعب: مجمع السلطان قابوس الرياضي الحضور: 3,000 الحكم: Hassan Marshoud (الاتحاد الأردني لكرة القدم) |

| 21 سبتمبر 2001 تصفيات كأس العالم 2002 – آسيا المرحلة الثانية | عمان | 0–3   | قطر                                                    | مسقط، عمان                                                                                        |
| 19:00 ت ع م+04:00                                            |      | تقرير | وليد حمزة 26' · مبارك مصطفى 33' · محمد سالم العنزي 74' | الملعب: مجمع السلطان قابوس الرياضي الحضور: 3,000 الحكم: Qasem Shaban (الإتحاد الكويتي لكرة القدم) |

| 7 أكتوبر 2001 تصفيات كأس العالم 2002 – آسيا المرحلة الثانية | الصين        | 1–0   | عمان | شنيانغ، الصين                                                                          |
| 19:30 ت ع م+08:00                                           | يو غينوي 36' | تقرير |      | الملعب: Wulihe Stadium الحضور: 45,000 الحكم: شامسول مايدين (اتحاد سنغافورة لكرة القدم) |

| 13 أكتوبر 2001 تصفيات كأس العالم 2002 – آسيا المرحلة الثانية | عمان                                                          | 4–2   | أوزبكستان                           | مسقط، عمان                                                                                       |
| 18:30 ت ع م+04:00                                            | يعقوب جمعة المخيني 50'، 83' · فوزي بشير 52' · Al-Mahrouqi 89' | تقرير | Davletov 5' · نبيل عاشور 27' (ه.ذ.) | الملعب: مجمع السلطان قابوس الرياضي الحضور: 400 الحكم: ماسايوشي أوكادا (اتحاد اليابان لكرة القدم) |

| 19 أكتوبر 2001 تصفيات كأس العالم 2002 – آسيا المرحلة الثانية | الإمارات العربية المتحدة                             | 2–2   | عمان                                    | أبو ظبي، الإمارات العربية المتحدة                                                                       |
| 18:30 ت ع م+04:00                                            | عبد الرحمن إبراهيم 45' · محمد عمر (لاعب كرة قدم) 60' | تقرير | تقي مبارك السيابي 22' · هاني الضابط 41' | الملعب: ستاد مدينة زايد الرياضية الحضور: 40,000 الحكم: Ali Abdulla Mandani (الإتحاد الكويتي لكرة القدم) |

### 2003
| 25 سبتمبر 2003 تصفيات كأس آسيا 2004 | نيبال | 0–7 | عمان                                                                                    | إنتشون، كوريا الجنوبية |
|                                     |       |     | فوزي بشير 2'، 25' · أحمد حديد 4'، 12' · حسن مظفر 6' · بدر الميمني 51' · هاني الضابط 59' |                        |

| 27 سبتمبر 2003 تصفيات كأس آسيا 2004 | كوريا الجنوبية    | 1–0 | عمان | إنتشون، كوريا الجنوبية                                                                      |
|                                     | تشوي سونغ كوك 46' |     |      | الملعب: ملعب إنشيون مونهاك الحضور: 18,750 الحكم: ماسايوشي أوكادا (اتحاد اليابان لكرة القدم) |

| 29 سبتمبر 2003 تصفيات كأس آسيا 2004 | عمان                                     | 6–0 | فيتنام | إنتشون، كوريا الجنوبية |
|                                     | Nasser Zayid · هاني الضابط · بدر الميمني |     |        |                        |

| 19 أكتوبر 2003 تصفيات كأس آسيا 2004 | نيبال | 0–6 | عمان                                                                                    | مسقط، سلطنة عمان |
|                                     |       |     | فوزي بشير 18'، 62'، 82' · يوسف شعبان 20' · أحمد حديد 44' · هاشم صالح (لاعب كرة قدم) 78' |                  |

| 21 أكتوبر 2003 تصفيات كأس آسيا 2004 | عمان                                                           | 3–1 | كوريا الجنوبية     | مسقط، سلطنة عمان                                  |
|                                     | هاني الضابط 60' · هاشم صالح (لاعب كرة قدم) 64' · فوزي بشير 88' |     | تشونغ كيونغ هو 49' | الملعب: مجمع السلطان قابوس الرياضي الحضور: 22,000 |

| 24 أكتوبر 2003 تصفيات كأس آسيا 2004 | عمان                            | 2–0 | فيتنام | مسقط، سلطنة عمان |
|                                     | هاني الضابط 47' · أحمد حديد 68' |     |        |                  |

### 2004
| 18 فبراير 2004 تصفيات كأس العالم 2006 – آسيا المرحلة الثانية | اليابان              | 1–0      | عمان | سايتاما، اليابان                                                                             |
| 19:20                                                        | تاتسوهيكو كوبو 90+2' | (Report) |      | الملعب: ملعب سايتاما 2002 الحضور: 60,270 الحكم: Halim Abdul Hamid (اتحاد ماليزيا لكرة القدم) |

| 31 مارس 2004 تصفيات كأس العالم 2006 – آسيا المرحلة الثانية | الهند           | 1–5      | عمان                                                                  | كوتشي، الهند                                                                                        |
| 17:45                                                      | رينيدي سينغ 18' | (Report) | عماد الحوسني 12' · أحمد مبارك المحيجري 26'، 49' · محمد مبارك 60'، 88' | الملعب: ملعب جواهر لعل نهرو (كوتشي) الحضور: 48,000 الحكم: Danny Kim Heng (اتحاد ماليزيا لكرة القدم) |

| 9 يونيو 2004 تصفيات كأس العالم 2006 – آسيا المرحلة الثانية | عمان                                                                | 7–0      | سنغافورة | مسقط، عمان                                                                                                |
| 19:45                                                      | بدر الميمني 9'، 44'، 64'، 86' · خليفة عايل 25'، 53' · أحمد حديد 39' | (Report) |          | الملعب: مجمع السلطان قابوس الرياضي الحضور: 2,000 الحكم: Abdulhameed Ebrahim (الاتحاد البحريني لكرة القدم) |

| 20 يوليو 2004 كأس آسيا 2004 | اليابان              | 1–0    | عمان | تشونغتشينغ، الصين                                                                                   |
| 18:00                       | شونسوكي ناكامورا 33' | Report |      | الملعب: Chongqing Olympic Sports Center الحضور: 35,000 الحكم: مارك شيلد (اتحاد أستراليا لكرة القدم) |

| 24 يوليو 2004 كأس آسيا 2004 | عمان                  | 2–2    | إيران                            | تشونغتشينغ، الصين                                                                                                   |
| 18:00                       | عماد الحوسني 31'، 40' | Report | علي كريمي 61' · محمد نصرتي 90+4' | الملعب: Chongqing Olympic Sports Center الحضور: 35,000 الحكم: Abdul Rahman Al-Delawar (الاتحاد البحريني لكرة القدم) |

| 28 يوليو 2004 كأس آسيا 2004 | عمان                                               | 2–0    | تايلاند | تشنغدو، الصين                                                                            |
| 18:15                       | رانغسان فيفاتشايتشوك 15' (ه.ذ.) · عماد الحوسني 49' | Report |         | الملعب: Sichuan Longquanyi Stadium الحضور: 13,000 الحكم: لو جون (اتحاد الصين لكرة القدم) |

| 8 سبتمبر 2004 تصفيات كأس العالم 2006 – آسيا المرحلة الثانية | سنغافورة | 0–2      | عمان                             | سنغافورة                                                                                         |
| 19:30                                                       |          | (Report) | يوسف شعبان 3' · عماد الحوسني 82' | الملعب: استاد جالان بيسار الحضور: 4,000 الحكم: Deshapryia Arambekade (اتحاد سريلانكا لكرة القدم) |

| 13 أكتوبر 2004 تصفيات كأس العالم 2006 – آسيا المرحلة الثانية | عمان | 0–1      | اليابان             | مسقط، عمان                                                                               |
| 18:30                                                        |      | (Report) | تاكايوكي سوزوكي 52' | الملعب: مجمع السلطان قابوس الرياضي الحضور: 35,000 الحكم: لو جون (اتحاد الصين لكرة القدم) |

| 17 نوفمبر 2004 تصفيات كأس العالم 2006 – آسيا المرحلة الثانية | عمان | 0–0      | الهند | مسقط، عمان                                                                                             |
| 18:00                                                        |      | (Report) |       | الملعب: مجمع السلطان قابوس الرياضي الحضور: 2,000 الحكم: Mahmoud Nurilddin (الاتحاد العراقي لكرة القدم) |

### 2006
| 22 فبراير 2006 تصفيات كأس آسيا 2007 | الإمارات العربية المتحدة | 1–0      | عمان | دبي، الإمارات العربية المتحدة                                        |
| 19:00                               | إسماعيل مطر 15'          | (Report) |      | الملعب: ملعب آل مكتوم الحضور: 15,000 الحكم: خليل جلال (Saudi Arabia) |

| 1 مارس 2006 تصفيات كأس آسيا 2007 | عمان                                             | 3–0      | الأردن | مسقط، عمان                                                                                |
| 19:00                            | هاشم صالح 7' · إسماعيل العجمي 18' · حسن زاهر 54' | (Report) |        | الملعب: ملعب الشرطة السلطانية العمانية الحضور: 11,000 الحكم: رافشان إيرماتوف (Uzbekistan) |

| 16 أغسطس 2006 تصفيات كأس آسيا 2007 | باكستان          | 1–4      | عمان                                                                 | إسلام آباد، باكستان                                             |
| 19:00                              | Essa 79' (ركلة.) | (Report) | بدر الميمني 15' (ركلة.)، 35' · عماد الحوسني 27' · إسماعيل العجمي 90' | الملعب: ملعب جناح الرياضي الحضور: 4,000 الحكم: محسن تركي (Iran) |

| 6 سبتمبر 2006 تصفيات كأس آسيا 2007 | عمان                                                                         | 5–0      | باكستان | مسقط، عمان                                                                           |
| 20:00                              | عماد الحوسني 7' · فوزي بشير 35'، 85' · إسماعيل العجمي 45' · سلطان الطوقي 88' | (Report) |         | الملعب: مجمع السلطان قابوس الرياضي الحضور: 10,000 الحكم: Ala Abdul Kadir Nema (Iraq) |

| 11 أكتوبر 2006 تصفيات كأس آسيا 2007 | عمان                              | 2–1      | الإمارات العربية المتحدة | مسقط، عمان                                                                       |
| 22:00                               | حسن مظفر 24' · إسماعيل العجمي 28' | (Report) | محمد عمر 57'             | الملعب: مجمع السلطان قابوس الرياضي الحضور: 28,000 الحكم: Huang Junjie (China PR) |

| 15 نوفمبر 2006 تصفيات كأس آسيا 2007 | الأردن                                        | 3–0      | عمان | عمان، الأردن                                                     |
| 17:00                               | عامر ذيب 80' · رأفت علي 84' · حسونة الشيخ 90' | (Report) |      | الملعب: ستاد عمان الدولي الحضور: 3,000 الحكم: طلعت نجم (Lebanon) |

### 2007
| 17 يناير 2007 كأس الخليج العربي 18 | الإمارات العربية المتحدة | 1–2 | عمان                             | أبو ظبي، الإمارات العربية المتحدة |
|                                    | إسماعيل مطر 65'          |     | فوزي بشير 36' · عماد الحوسني 52' | الملعب: ستاد مدينة زايد الرياضية  |

| 20 يناير 2007 كأس الخليج العربي 18 | الكويت          | 1–2 | عمان                                           | أبو ظبي، الإمارات العربية المتحدة |
|                                    | فهد الرشيدي 81' |     | عماد الحوسني 8' · هاشم صالح (لاعب كرة قدم) 85' | الملعب: ستاد محمد بن زايد         |

| 23 يناير 2007 كأس الخليج العربي 18 | عمان                                | 2–1 | اليمن        | أبو ظبي، الإمارات العربية المتحدة |
|                                    | سلطان الطوقي 1' · أحمد البوصافي 88' |     | محمد صالح 9' | الملعب: ستاد محمد بن زايد         |

| 27 يناير 2007 كأس الخليج العربي 18 | عمان            | 1–0 | البحرين | أبو ظبي، الإمارات العربية المتحدة |
|                                    | بدر الميمني 55' |     |         | الملعب: ستاد محمد بن زايد         |

| 30 يناير 2007 كأس الخليج العربي 18 | عمان | 0–1 | الإمارات العربية المتحدة | أبو ظبي، الإمارات العربية المتحدة |
|                                    |      |     | إسماعيل مطر 72'          | الملعب: ستاد مدينة زايد الرياضية  |

| 8 يوليو 2007 كأس آسيا 2007 | أستراليا        | 1–1    | عمان            | بانكوك، تايلاند                                                                 |
| 17:15 ت ع م+07:00          | تيم كاهيل 90+2' | Report | بدر الميمني 32' | الملعب: ملعب راجامانغالا الحضور: 5,000 الحكم: إدي مايلت (اتحاد سيشل لكرة القدم) |

| 12 يوليو 2007 كأس آسيا 2007 | عمان | 0–2    | تايلاند                 | بانكوك، تايلاند                                                                               |
| 17:15 ت ع م+07:00           |      | Report | بيبات تونكانيا 70'، 78' | الملعب: ملعب راجامانغالا الحضور: 19,000 الحكم: Lee Gi-Young (اتحاد كوريا الجنوبية لكرة القدم) |

| 16 يوليو 2007 كأس آسيا 2007 | عمان | 0–0    | العراق | بانكوك، تايلاند                                                                      |
| 19:30 ت ع م+07:00           |      | Report |        | الملعب: الملعب الوطني (تايلاند) الحضور: 500 الحكم: إدي مايلت (اتحاد سيشل لكرة القدم) |

| 8 أكتوبر 2007 تصفيات آسيا لكأس العالم 2010 – الدور الأول | عمان                                | 2–0    | نيبال | مسقط، عمان |
| 21:30 ت ع م+04:00                                        | فوزي بشير 5' · حسن مظفر 21' (ركلة.) | Report |       | الملعب: مجمع السلطان قابوس الرياضي الحضور: 15,000 الحكم: فريد علي (اتحاد الإمارات العربية المتحدة لكرة القدم) |

| 28 أكتوبر 2007 تصفيات آسيا لكأس العالم 2010 – الدور الأول | نيبال | 0–2    | عمان                                          | كاتماندو، نيبال                                                                                |
| 14:30 ت ع م+05:45                                         |       | Report | هاشم صالح (لاعب كرة قدم) 29' · محمد مبارك 54' | الملعب: ملعب داسارات رانغاسالا الحضور: 10,000 الحكم: Satop Tongkhan (اتحاد تايلاند لكرة القدم) |

### 2008
| 6 فبراير 2008 تصفيات كأس العالم 2010 – آسيا المرحلة الثالثة | عمان | 0–1    | البحرين       | مسقط، عمان                                                                                              |
| 18:30 ت ع م+04:00                                           |      | Report | علاء حبيل 14' | الملعب: مجمع السلطان قابوس الرياضي الحضور: 28,000 الحكم: Lee Gi-Young (اتحاد كوريا الجنوبية لكرة القدم) |

| 26 مارس 2008 تصفيات كأس العالم 2010 – آسيا المرحلة الثالثة | تايلاند | 0–1    | عمان              | بانكوك، تايلاند                                                                   |
| 18:30 ت ع م+07:00                                          |         | Report | إسماعيل العجمي 1' | الملعب: ملعب راجامانغالا الحضور: 40,000 الحكم: محسن تركي (اتحاد إيران لكرة القدم) |

| 2 يونيو 2008 تصفيات كأس العالم 2010 – آسيا المرحلة الثالثة | اليابان                                                      | 3–0    | عمان | يوكوهاما، اليابان                                                                                   |
| 19:20 ت ع م+09:00                                          | يوجي ناكازاوا 10' · يوشيتو أوكوبو 22' · شونسوكي ناكامورا 49' | Report |      | الملعب: ملعب يوكوهاما الدولي الحضور: 46,764 الحكم: عبد الملك عبد البشير (اتحاد سنغافورة لكرة القدم) |

| 7 يونيو 2008 تصفيات كأس العالم 2010 – آسيا المرحلة الثالثة | عمان                    | 1–1    | اليابان                   | مسقط، عمان                                                                                                 |
| 17:15 ت ع م+04:00                                          | أحمد مبارك المحيجري 11' | Report | ياسوهيتو إندو 53' (ركلة.) | الملعب: ملعب الشرطة السلطانية العمانية الحضور: 6,500 الحكم: صبح الدين محمد صالح (اتحاد ماليزيا لكرة القدم) |

| 14 يونيو 2008 تصفيات كأس العالم 2010 – آسيا المرحلة الثالثة | البحرين       | 1–1    | عمان               | الرفاع، البحرين                                                                         |
| 19:30 ت ع م+03:00                                           | فوزي عايش 41' | Report | إسماعيل العجمي 72' | الملعب: ستاد البحرين الوطني الحضور: 25,000 الحكم: سعد كميل (الإتحاد الكويتي لكرة القدم) |

| 22 يونيو 2008 تصفيات كأس العالم 2010 – آسيا المرحلة الثالثة | عمان                  | 2–1    | تايلاند                     | مسقط، عمان                                                                                             |
| 18:00 ت ع م+04:00                                           | عماد الحوسني 58'، 85' | Report | توتشتاوان سريبان 3' (ركلة.) | الملعب: ملعب الشرطة السلطانية العمانية الحضور: 3,000 الحكم: Salem Mujghef (الاتحاد الأردني لكرة القدم) |

### 2009
| 4 يناير 2009 كأس الخليج العربي 19 | عمان | 0–0 | الكويت | مسقط، عمان                         |
|                                   |      |     |        | الملعب: مجمع السلطان قابوس الرياضي |

| 7 يناير 2009 كأس الخليج العربي 19 | العراق | 0–4 | عمان                                      | مسقط، عمان                         |
|                                   |        |     | حسن ربيع 23'، 65'، 79' · عماد الحوسني 50' | الملعب: مجمع السلطان قابوس الرياضي |

| 10 يناير 2009 كأس الخليج العربي 19 | عمان                            | 2–0 | البحرين | مسقط، عمان                         |
|                                    | بدر الميمني 14' · فوزي بشير 71' |     |         | الملعب: مجمع السلطان قابوس الرياضي |

| 14 يناير 2009 كأس الخليج العربي 19 | عمان         | 1–0 | قطر | مسقط، عمان                         |
| 18:00 ت ع م+04:00                  | حسن ربيع 18' |     |     | الملعب: مجمع السلطان قابوس الرياضي |

| 17 يناير 2009 كأس الخليج العربي 19 | عمان | 0–0 (ب.و.إ.) | السعودية | مسقط، عمان                         |
| 18:00 ت ع م+04:00                  |      |              |          | الملعب: مجمع السلطان قابوس الرياضي |

| 19 يناير 2009 تصفيات كأس آسيا 2011 | عمان | 0–0    | إندونيسيا | مسقط، عمان                                                                                         |
| 19:30 ت ع م+04:00                  |      | Report |           | الملعب: مجمع السلطان قابوس الرياضي الحضور: 13,000 الحكم: طيب شمس الزمان (اتحاد بنغلادش لكرة القدم) |

| 28 يناير 2009 تصفيات كأس آسيا 2011 | الكويت | 0–1    | عمان         | مدينة الكويت، الكويت                                                                                                   |
| 18:00 ت ع م+03:00                  |        | Report | حسن ربيع 64' | الملعب: استاد الصداقة والسلام الحضور: 22,000 الحكم: Mohamed Omar Al Saeedi (اتحاد الإمارات العربية المتحدة لكرة القدم) |

| 14 أكتوبر 2009 تصفيات كأس آسيا 2011 | أستراليا      | 1–0    | عمان | ملبورن، أستراليا                                                                   |
| 19:30 ت ع م+11:00                   | تيم كاهيل 74' | Report |      | الملعب: ملعب دوكلاندز الحضور: 20,595 الحكم: ماساكي توما (اتحاد اليابان لكرة القدم) |

| 14 نوفمبر 2009 تصفيات كأس آسيا 2011 | عمان                   | 1–2    | أستراليا                           | مسقط، عمان                                                                                   |
| 18:00 ت ع م+04:00                   | خليفة عايل 15' (ركلة.) | Report | لوك ويلكشير 43' · بريت إيمرتون 82' | الملعب: مجمع السلطان قابوس الرياضي الحضور: 12,000 الحكم: Sun Baojie (اتحاد الصين لكرة القدم) |

## 2010s

### 2010
| 6 يناير 2010 تصفيات كأس آسيا 2011 | إندونيسيا       | 1–2    | عمان                               | جاكرتا، إندونيسيا                                                                                   |
| 18:30 ت ع م+07:00                 | بواز سولوسا 45' | Report | فوزي بشير 32' · إسماعيل العجمي 52' | الملعب: ملعب غيلورا بونغ كارنو الحضور: 45,000 الحكم: صبح الدين محمد صالح (اتحاد ماليزيا لكرة القدم) |

| 3 مارس 2010 تصفيات كأس آسيا 2011 | عمان | 0–0    | الكويت | مسقط، عمان                                                                                    |
| 19:30 ت ع م+04:00                |      | Report |        | الملعب: مجمع السلطان قابوس الرياضي الحضور: 27,000 الحكم: مسعود مرادي (اتحاد إيران لكرة القدم) |

| 26 سبتمبر 2010 بطولة اتحاد غرب آسيا لكرة القدم 2010 | البحرين                     | 2–0    | عمان | عمان (مدينة)، الأردن                             |
| 15:00 GMT                                           | إسماعيل عبد اللطيف 63'، 67' | Report |      | الملعب: ستاد الملك عبد الله الثاني الحضور: 1,000 |

| 28 سبتمبر 2010 بطولة اتحاد غرب آسيا لكرة القدم 2010 | عمان                          | 2–2    | إيران                                      | عمان (مدينة)، الأردن                                                                                   |
| 15:00 GMT                                           | Hadid 40' · يعقوب القاسمي 45' | Report | ميلاد ميداوودي 17' · أندرانيك تيموريان 53' | الملعب: ستاد الملك عبد الله الثاني الحضور: 4,000 الحكم: Ko Hyung-Jin (اتحاد كوريا الجنوبية لكرة القدم) |

| 23 نوفمبر 2010 كأس الخليج العربي 20 | عمان             | 1–1 | البحرين            | عدن، اليمن                                                               |
| 16:00                               | عماد الحوسني 37' |     | إبراهيم المشخص 67' | الملعب: استاد 22 مايو الحكم: Naser Al Enezi (الإتحاد الكويتي لكرة القدم) |

| 26 نوفمبر 2010 كأس الخليج العربي 20 | الإمارات العربية المتحدة | 0–0 | عمان | عدن، اليمن                                                                    |
| 16:00                               |                          |     |      | الملعب: استاد 22 مايو الحكم: Hamdy Raaban Shaaban (الاتحاد المصري لكرة القدم) |

| 29 نوفمبر 2010 كأس الخليج العربي 20 | عمان | 0–0 | العراق | زنجبار (أبين)، اليمن                                                 |
| 19:00                               |      |     |        | الملعب: ملعب الوحدة الحكم: Yasser Younis (الاتحاد المصري لكرة القدم) |

### 2011
| 23 يوليو 2011 تصفيات كأس العالم 2014 – آسيا المرحلة الثانية | عمان                                  | 3–0 منحت | ميانمار | مسقط، عمان                                                                     |
| 19:30 ت ع م+04:00                                           | عماد الحوسني 21' · إسماعيل العجمي 79' | Report   |         | الملعب: ملعب السيب الحضور: 6,300 الحكم: علي صباغ (الإتحاد اللبناني لكرة القدم) |

| 28 يوليو 2011 تصفيات كأس العالم 2014 – آسيا المرحلة الثانية | ميانمار | 0–2    | عمان                                               | يانغون، ميانمار                                                                 |
| 15:30 ت ع م+06:30                                           |         | Report | عماد الحوسني 22' · أحمد مبارك المحيجري 39' (ركلة.) | الملعب: ملعب توفونا الحضور: 30,000 الحكم: ريوجي ساتو (اتحاد اليابان لكرة القدم) |

| 2 سبتمبر 2011 تصفيات كأس العالم 2014 – آسيا المرحلة الثالثة | عمان | 0–0    | السعودية | مسقط، عمان                                                                           |
| 19:00 ت ع م+04:00                                           |      | Report |          | الملعب: ملعب السيب الحضور: 14,000 الحكم: عبد الرحمن عبدو (الاتحاد القطري لكرة القدم) |

| 6 سبتمبر 2011 تصفيات كأس العالم 2014 – آسيا المرحلة الثالثة | تايلاند                                                                 | 3–0    | عمان | بانكوك، تايلاند                                                                                     |
| 18:00 ت ع م+07:00                                           | سومبونغ سوليب 35' · تيراسيل دانغدا 41' · راشد جمعة الفارسي 90+1' (ه.ذ.) | Report |      | الملعب: ملعب راجامانغالا الحضور: 19,000 الحكم: كيم دونغ-جين (حكم) (اتحاد كوريا الجنوبية لكرة القدم) |

| 11 أكتوبر 2011 تصفيات كأس العالم 2014 – آسيا المرحلة الثالثة | أستراليا                                            | 3–0    | عمان | سيدني، أستراليا                                                                            |
| 19:30 ت ع م+11:00                                            | بريت هولمان 8' · جوشوا كينيدي 65' · ميلي يديناك 85' | Report |      | الملعب: ملعب أستراليا الحضور: 24,732 الحكم: فالنتين كوفالينكو (اتحاد أوزبكستان لكرة القدم) |

| 11 نوفمبر 2011 تصفيات كأس العالم 2014 – آسيا المرحلة الثالثة | عمان             | 1–0    | أستراليا | مسقط، عمان                                                                                          |
| 18:00 ت ع م+04:00                                            | عماد الحوسني 18' | Report |          | الملعب: مجمع السلطان قابوس الرياضي الحضور: 4,500 الحكم: علي عبد النبي (الاتحاد البحريني لكرة القدم) |

| 15 نوفمبر 2011 تصفيات كأس العالم 2014 – آسيا المرحلة الثالثة | السعودية | 0–0    | عمان | الرياض، السعودية                                                                       |
| 19:30 ت ع م+03:00                                            |          | Report |      | الملعب: ملعب الملك فهد الدولي الحضور: 62,740 الحكم: محسن تركي (اتحاد إيران لكرة القدم) |

### 2012
| 29 فبراير 2012 تصفيات كأس العالم 2014 – آسيا المرحلة الثالثة | عمان                                       | 2–0    | تايلاند | مسقط، عمان                                                                                      |
| 13:30 ت ع م+04:00                                            | حسين الحضري 8' · عبد العزيز المقبالي 90+2' | Report |         | الملعب: مجمع السلطان قابوس الرياضي الحضور: 22,000 الحكم: ماساكي توما (اتحاد اليابان لكرة القدم) |

| 3 يونيو 2012 تصفيات كأس العالم 2014 – آسيا المرحلة الرابعة | اليابان                                                   | 3–0    | عمان | سايتاما (سايتاما)، اليابان                                                                   |
| 19:31 ت ع م+09:00                                          | كيسوكي هوندا 11' · ريويتشي مايدا 51' · شينجي أوكازاكي 54' | Report |      | الملعب: ملعب سايتاما 2002 الحضور: 63,551 الحكم: رافشان إيرماتوف (اتحاد أوزبكستان لكرة القدم) |

| 8 يونيو 2012 تصفيات كأس العالم 2014 – آسيا المرحلة الرابعة | عمان | 0–0    | أستراليا | مسقط، عمان                                                                                      |
| 17:00 ت ع م+04:00                                          |      | Report |          | الملعب: مجمع السلطان قابوس الرياضي الحضور: 11,000 الحكم: علي رضا فغاني (اتحاد إيران لكرة القدم) |

| 12 يونيو 2012 تصفيات كأس العالم 2014 – آسيا المرحلة الرابعة | العراق                 | 1–1    | عمان            | الدوحة، قطر                                                                              |
| 17:45 ت ع م+03:00                                           | يونس محمود 37' (ركلة.) | Report | محمد البلوشي 8' | الملعب: ملعب حمد الكبير الحضور: 1,650 الحكم: عبد الرحمن عبدو (الاتحاد القطري لكرة القدم) |

| 16 أكتوبر 2012 تصفيات كأس العالم 2014 – آسيا المرحلة الرابعة | عمان                                    | 2–1    | الأردن          | مسقط، عمان                                                                                           |
| 17:00 ت ع م+04:00                                            | أحمد مبارك المحيجري 62' · Al-Mashri 87' | Report | ثائر البواب 90' | الملعب: مجمع السلطان قابوس الرياضي الحضور: 26,000 الحكم: نواف شكر الله (الاتحاد البحريني لكرة القدم) |

| 14 نوفمبر 2012 تصفيات كأس العالم 2014 – آسيا المرحلة الرابعة | عمان                    | 1–2    | اليابان                                  | مسقط، عمان                                                                                          |
| 15:30 ت ع م+04:00                                            | أحمد مبارك المحيجري 77' | Report | هيروشي كييوتاكه 20' · شينجي أوكازاكي 90' | الملعب: مجمع السلطان قابوس الرياضي الحضور: 28,360 الحكم: عبد الله بليدة (الاتحاد القطري لكرة القدم) |

| 8 ديسمبر 2012 بطولة اتحاد غرب آسيا لكرة القدم 2012 | عمان | 0–1    | لبنان          | الفروانية، الكويت |
| 19:30                                              |      | Report | عدنان حيدر 11' | الملعب: ملعب علي صباح السالم الحضور: 2,000 الحكم: محمد عبد الله حسن محمد (اتحاد الإمارات العربية المتحدة لكرة القدم) |

| 11 ديسمبر 2012 بطولة اتحاد غرب آسيا لكرة القدم 2012 | الكويت | 0–2    | عمان                 | مدينة الكويت، الكويت                                                                              |
| 17:25                                               |        | Report | قاسم سعيد 36'، 45+2' | الملعب: استاد الصداقة والسلام الحضور: 1,400 الحكم: Nasser Al-Ghafari (الاتحاد الأردني لكرة القدم) |

| 14 ديسمبر 2012 بطولة اتحاد غرب آسيا لكرة القدم 2012 | عمان                         | 2–1    | فلسطين         | الفروانية، الكويت                                                                      |
| 17:25                                               | Al-Seyabi 5' · قاسم سعيد 34' | Report | عماد زعترة 40' | الملعب: ملعب علي صباح السالم الحضور: 500 الحكم: مينورو توجو (اتحاد اليابان لكرة القدم) |

| 18 ديسمبر 2012 بطولة اتحاد غرب آسيا لكرة القدم 2012 | عمان | 0–2    | العراق                                             | الفروانية، الكويت                                                                                                  |
| 17:30                                               |      | Report | أمجد راضي 6' · أحمد ياسين (لاعب كرة قدم عراقي) 39' | الملعب: ملعب علي صباح السالم الحضور: 500 الحكم: محمد عبد الله حسن محمد (اتحاد الإمارات العربية المتحدة لكرة القدم) |

| 20 ديسمبر 2012 بطولة اتحاد غرب آسيا لكرة القدم 2012 | عمان          | 1–0    | البحرين | الفروانية، الكويت                                                                        |
| 16:10                                               | قاسم سعيد 68' | Report |         | الملعب: ملعب علي صباح السالم الحضور: 100 الحكم: بنجر الدوسري (الاتحاد القطري لكرة القدم) |

### 2013
| 5 يناير 2013 كأس الخليج العربي 21 | البحرين | 0–0    | عمان | الرفاع، البحرين                                                                                |
| 19:15                             |         | Report |      | الملعب: ستاد البحرين الوطني الحضور: 35,000 الحكم: رافشان إيرماتوف (اتحاد أوزبكستان لكرة القدم) |

| 8 يناير 2013 كأس الخليج العربي 21 | قطر                                        | 2–1    | عمان                    | الرفاع، البحرين                                                                            |
| 16:15                             | خلفان إبراهيم 56' (ركلة.) · محمد السيد 88' | Report | حسين الحضري 71' (ركلة.) | الملعب: ستاد البحرين الوطني الحضور: 5,000 الحكم: مختار اليريمي (الإتحاد اليمني لكرة القدم) |

| 11 يناير 2013 كأس الخليج العربي 21 | الإمارات العربية المتحدة          | 2–0    | عمان | مدينة عيسى، البحرين                                                                                   |
| 17:45                              | أحمد خليل (لاعب كرة قدم) 83'، 86' | Report |      | الملعب: ملعب مدينة خليفة الرياضية الحضور: 7,000 الحكم: Yousef Al-Marzouq (الإتحاد الكويتي لكرة القدم) |

| 6 فبراير 2013 تصفيات كأس آسيا 2015 | عمان                      | 1–0    | سوريا | مسقط، عمان                                                                                |
| 17:15 ت ع م+04:00                  | - عبد العزيز المقبالي 39' | Report |       | الملعب: مجمع السلطان قابوس الرياضي الحضور: 15,252 الحكم: تان هاي (اتحاد الصين لكرة القدم) |

| 26 مارس 2013 تصفيات كأس العالم 2014 – آسيا المرحلة الرابعة | أستراليا                        | 2–2    | عمان                                            | سيدني، أستراليا                                                                          |
| 19:30 ت ع م+11:00                                          | تيم كاهيل 52' · بريت هولمان 85' | Report | عبد العزيز المقبالي 7' · ميلي يديناك 49' (ه.ذ.) | الملعب: ملعب أستراليا الحضور: 34,603 الحكم: رافشان إيرماتوف (اتحاد أوزبكستان لكرة القدم) |

| 4 يونيو 2013 تصفيات كأس العالم 2014 – آسيا المرحلة الرابعة | عمان                 | 1–0    | العراق | مسقط، عمان |
| 17:00 ت ع م+04:00                                          | إسماعيل العجمي 45+4' | Report |        | الملعب: مجمع السلطان قابوس الرياضي الحضور: 18,300 الحكم: كيم دونغ-جين (حكم) (اتحاد كوريا الجنوبية لكرة القدم) |

| 18 يونيو 2013 تصفيات كأس العالم 2014 – آسيا المرحلة الرابعة | الأردن        | 1–0    | عمان | عمان (مدينة)، الأردن                                                                                    |
| 19:00 ت ع م+03:00                                           | أحمد هايل 58' | Report |      | الملعب: ستاد الملك عبد الله الثاني الحضور: 14,000 الحكم: فالنتين كوفالينكو (اتحاد أوزبكستان لكرة القدم) |

| 14 أغسطس 2013 تصفيات كأس آسيا 2015 | سنغافورة | 0–2    | عمان                              | سنغافورة                                                                              |
| 19:30 ت ع م+08:00                  |          | Report | - قاسم سعيد 15' - عيد الفارسي 45' | الملعب: استاد جالان بيسار الحضور: 5,849 الحكم: ماساكي توما (اتحاد اليابان لكرة القدم) |

| 15 أكتوبر 2013 تصفيات كأس آسيا 2015 | الأردن | 0–0    | عمان | عمان (مدينة)، الأردن                                                                                |
| 18:00 ت ع م+03:00                   |        | Report |      | الملعب: ستاد الملك عبد الله الثاني الحضور: 6,423 الحكم: نواف شكر الله (الاتحاد البحريني لكرة القدم) |

| 19 نوفمبر 2013 تصفيات كأس آسيا 2015 | سوريا | 0–1    | عمان                | طهران، إيران                                                                             |
| 14:00 ت ع م+03:30                   |       | Report | - عيد الفارسي 90+1' | الملعب: ملعب شهيد دستغردي الحضور: 200 الحكم: عبد الرحمن عبدو (الاتحاد القطري لكرة القدم) |

| 25 ديسمبر 2013 بطولة اتحاد غرب آسيا لكرة القدم 2014 | عمان | 0–0    | البحرين | الدوحة، قطر                                                                          |
| 20:00                                               |      | Report |         | الملعب: ملعب جاسم بن حمد الحضور: 750 الحكم: بنجر الدوسري (الاتحاد القطري لكرة القدم) |

| 31 ديسمبر 2013 بطولة اتحاد غرب آسيا لكرة القدم 2014 | العراق | 0–0    | عمان | الدوحة، قطر                                                                                    |
| 20:00                                               |        | Report |      | الملعب: ملعب جاسم بن حمد الحضور: 450 الحكم: Nagor Amir Noor Mohamed (اتحاد ماليزيا لكرة القدم) |

### 2014
| 31 يناير 2014 تصفيات كأس آسيا 2015 | عمان | 0–0    | الأردن | مسقط، عمان |
| 18:30 ت ع م+04:00                  |      | Report |        | الملعب: مجمع السلطان قابوس الرياضي الحضور: 7,000 الحكم: محمد الزرعوني (اتحاد الإمارات العربية المتحدة لكرة القدم) |

| 5 مارس 2014 تصفيات كأس آسيا 2015 | عمان                                                 | 3–1    | سنغافورة           | مسقط، عمان                                                                                             |
| 17:30 ت ع م+04:00                | - عماد الحوسني 19' - قاسم سعيد 51' - سامي الحسني 69' | Report | - شاهريل إيشاك 78' | الملعب: مجمع السلطان قابوس الرياضي الحضور: 6,700 الحكم: Ko Hyung-Jin (اتحاد كوريا الجنوبية لكرة القدم) |

| 14 نوفمبر 2014 كأس الخليج العربي 21 | الإمارات العربية المتحدة | 0–0    | عمان | الرياض، السعودية                                                                        |
| 17:45                               |                          | Report |      | الملعب: ملعب الأمير فيصل بن فهد الحكم: مرعي العواجي (الاتحاد العربي السعودي لكرة القدم) |

| 17 نوفمبر 2014 كأس الخليج العربي 21 | العراق        | 1–1    | عمان                            | الرياض، السعودية                                                                  |
| 20:15                               | ياسر قاسم 14' | Report | أحمد مبارك المحيجري 51' (ركلة.) | الملعب: ملعب الأمير فيصل بن فهد الحكم: عبد الله بليدة (الاتحاد القطري لكرة القدم) |

| 20 نوفمبر 2014 كأس الخليج العربي 21 | الكويت | 0–5    | عمان                                                        | الرياض، السعودية                                                                    |
| 19:45                               |        | Report | عبد العزيز المقبالي 44'، 90' · سعيد الرزيقي 45+3'، 48'، 59' | الملعب: ملعب الأمير فيصل بن فهد الحكم: بن ويليامز (حكم) (اتحاد أستراليا لكرة القدم) |

| 23 نوفمبر 2014 كأس الخليج العربي 21 | عمان                  | 1–3    | قطر                                             | الرياض، السعودية                                                             |
| 17:45                               | رائد إبراهيم صالح 24' | Report | حسن الهيدوس 36' (ركلة.) · علي أسد الله 59'، 67' | الملعب: ملعب الملك فهد الدولي الحكم: مارسين بورسكي (اتحاد بولندا لكرة القدم) |

| 25 نوفمبر 2014 كأس الخليج العربي 21 | الإمارات العربية المتحدة | 1–0    | عمان | الرياض، السعودية                                                                  |
| 17:45                               | علي مبخوت 59'            | Report |      | الملعب: ملعب الأمير فيصل بن فهد الحكم: عبد الله بليدة (الاتحاد القطري لكرة القدم) |

### 2015
| 10 يناير 2015 كأس آسيا 2015 | كوريا الجنوبية       | 1–0    | عمان | كانبرا، أستراليا                                                                   |
| 16:00 AEDT (ت ع م+11:00)    | - جو يونغ تشول 45+1' | Report |      | الملعب: ملعب كانبرا الحضور: 12,552 الحكم: بيتر أوليري (اتحاد نيوزيلندا لكرة القدم) |

| 13 يناير 2015 كأس آسيا 2015 | عمان | 0–4    | أستراليا                                                                      | سيدني، أستراليا                                                                   |
| 20:00 AEDT (ت ع م+11:00)    |      | Report | - مات مكاي 27' - روبي كروز 30' - مارك ميليغان 45+2' (ركلة.) - تومي يوريتش 70' | الملعب: ملعب أستراليا الحضور: 50,276 الحكم: ريوجي ساتو (اتحاد اليابان لكرة القدم) |

| 17 يناير 2015 كأس آسيا 2015 | عمان                      | 1–0    | الكويت | نيوكاسل (أستراليا)، أستراليا                                                                              |
| 20:00 AEDT (ت ع م+11:00)    | - عبد العزيز المقبالي 69' | Report |        | الملعب: مركز نيوكاسل الدولي الرياضي الحضور: 7,499 الحكم: فهد المرداسي (الاتحاد العربي السعودي لكرة القدم) |

| 11 يونيو 2015 تصفيات كأس العالم 2018 – آسيا المرحلة الثانية | الهند              | 1–2                        | عمان                                      | بنغالور، الهند                                                                                  |
| 19:00 ت ع م+05:30                                           | - سونيل تشيتري 26' | Report (FIFA) Report (AFC) | - قاسم سعيد 1' - عماد الحوسني 40' (ركلة.) | الملعب: ملعب سري كانتيرافا الحضور: 19,312 الحكم: Ko Hyung-jin (اتحاد كوريا الجنوبية لكرة القدم) |

| 3 سبتمبر 2015 تصفيات كأس العالم 2018 – آسيا المرحلة الثانية | عمان                                                           | 3–1                        | تركمانستان   | ولاية السيب، سلطنة عمان                                                      |
| 19:00 ت ع م+04:00                                           | - رائد إبراهيم صالح 7' - Saparow 11' (ه.ذ.) - عماد الحوسني 59' | Report (FIFA) Report (AFC) | - Amanow 82' | الملعب: ملعب السيب الحضور: 7,500 الحكم: محمد تقي (اتحاد سنغافورة لكرة القدم) |

| 8 سبتمبر 2015 تصفيات كأس العالم 2018 – آسيا المرحلة الثانية | غوام | 0–0                        | عمان | ديديدو، غوام |
| 16:00 ت ع م+10:00                                           |      | Report (FIFA) Report (AFC) |      | الملعب: مركز التدريب الوطني لاتحاد غوام لكرة القدم الحضور: 2,239 الحكم: Hiroyuki Kimura (اتحاد اليابان لكرة القدم) |

| 8 أكتوبر 2015 تصفيات كأس العالم 2018 – آسيا المرحلة الثانية | عمان              | 1–1                        | إيران            | مسقط، عمان                                                                                              |
| 18:30 ت ع م+04:00                                           | - سعد المخيني 52' | Report (FIFA) Report (AFC) | - جلال حسيني 70' | الملعب: مجمع السلطان قابوس الرياضي الحضور: 12,400 الحكم: فالنتين كوفالينكو (اتحاد أوزبكستان لكرة القدم) |

| 13 أكتوبر 2015 تصفيات كأس العالم 2018 – آسيا المرحلة الثانية | عمان                                                     | 3–0                        | الهند | مسقط، عمان                                                                                          |
| 18:30 ت ع م+04:00                                            | - أحمد مبارك المحيجري 55' - عبد العزيز المقبالي 67'، 84' | Report (FIFA) Report (AFC) |       | الملعب: مجمع السلطان قابوس الرياضي الحضور: 11,000 الحكم: Fahad Al-Marri (الاتحاد القطري لكرة القدم) |

| 17 نوفمبر 2015 تصفيات كأس العالم 2018 – آسيا المرحلة الثانية | تركمانستان                         | 2–1                        | عمان               | عشق آباد، تركمانستان                                                         |
| 18:00 ت ع م+05:00                                            | - أرتر غيفوركيان 40' - Muhadow 67' | Report (FIFA) Report (AFC) | - محمد الغساني 70' | الملعب: ملعب كوبيتداغ الحضور: 23,100 الحكم: ما نينغ (اتحاد الصين لكرة القدم) |

### 2016
| 24 مارس 2016 تصفيات كأس العالم 2018 – آسيا المرحلة الثانية | عمان                      | 1–0                        | غوام | مسقط، عمان                                                                                              |
| 19:00 ت ع م+04:00                                          | - أحمد مبارك المحيجري 53' | Report (FIFA) Report (AFC) |      | الملعب: مجمع السلطان قابوس الرياضي الحضور: 8,000 الحكم: Jameel Abdulhusin (الاتحاد البحريني لكرة القدم) |

| 29 مارس 2016 تصفيات كأس العالم 2018 – آسيا المرحلة الثانية | إيران                  | 2–0                        | عمان | طهران، إيران                                                                    |
| 19:00 ت ع م+04:30                                          | - سردار آزمون 16'، 23' | Report (FIFA) Report (AFC) |      | الملعب: ملعب آزادي الحضور: 33,850 الحكم: مينورو توجو (اتحاد اليابان لكرة القدم) |

| 14 نوفمبر 2016 مباراة ودية | ميانمار | 0–3 | عمان                                                  | يانغون، ميانمار     |
| 17:00 ت ع م+05:00          |         |     | علي سالم النحار 8' · قاسم سعيد 56' · محسن الخالدي 67' | الملعب: ملعب توفونا |

### 2017
| 28 مارس 2017 تصفيات كأس آسيا 2019 – المرحلة الثالثة | عمان | 14–0  | بوتان | مسقط، عمان                                                                                          |
| 19:00 ت ع م+4                                       | - عبد العزيز المقبالي 2'، 35'، 40'، 43'، 68'، 85' - أحمد مبارك المحيجري 25' - محسن الخالدي 30' - Mabrook 44' - بيرن باسنت 54' (ه.ذ.) - خالد الهاجري 70'، 74'، 90+1' (ركلة.)، 90+2' | تقرير |       | الملعب: مجمع السلطان قابوس الرياضي الحضور: 4,500 الحكم: حسين أبو يحيى (الإتحاد اللبناني لكرة القدم) |

| 13 يونيو 2017 تصفيات كأس آسيا 2019 – المرحلة الثالثة | فلسطين                                   | 2–1   | عمان                      | الرام، دولة فلسطين                                                                                 |
| 23:00 ت ع م+3                                        | - جوناتان كانتيانا 13' - ياسر إسلامي 21' | تقرير | - أحمد مبارك المحيجري 45' | الملعب: ملعب فيصل الحسيني الدولي الحضور: 11,000 الحكم: Sivakorn Pu-udom (اتحاد تايلاند لكرة القدم) |

| 5 سبتمبر 2017 تصفيات كأس آسيا 2019 – المرحلة الثالثة | عمان                                                                                          | 5–0   | المالديف | مسقط، عمان                                                                                    |
| 19:15 ت ع م+4                                        | - محسن الخالدي 5' - خالد الهاجري 58' - صلاح اليحيائي 69' - جميل اليحمدي 86' - سامي الحسني 88' | تقرير |          | الملعب: مجمع السلطان قابوس الرياضي الحضور: 1,136 الحكم: Võ Minh Trí (اتحاد فيتنام لكرة القدم) |

| 10 أكتوبر 2017 تصفيات كأس آسيا 2019 – المرحلة الثالثة | المالديف        | 1–3   | عمان                                                                 | ماليه، المالديف                                                                                          |
| 21:00 ت ع م+5                                         | - علي فاسير 24' | تقرير | - خالد الهاجري 15' - أمدهان علي 19' (ه.ذ.) - أحمد مبارك المحيجري 57' | الملعب: ملعب كرة القدم الوطني (المالديف) الحضور: 2,884 الحكم: Jarred Gillett (اتحاد أستراليا لكرة القدم) |

| 14 نوفمبر 2017 تصفيات كأس آسيا 2019 – المرحلة الثالثة | بوتان                                  | 2–4   | عمان                                                                            | تيمفو، بوتان                                                                                       |
| 18:00 ت ع م+6                                         | - Tshering 59' - تشينتشو غيلتشين 90+3' | تقرير | - سامي الحسني 48' - رائد إبراهيم صالح 76' - خالد الهاجري 86' - سعيد الرزيقي 89' | الملعب: ملعب تشانغليميثانغ الحضور: 3,100 الحكم: Nagor Amir Noor Mohamed (اتحاد ماليزيا لكرة القدم) |

| 22 ديسمبر 2017 كأس الخليج العربي 23 | عمان | 0–1   | الإمارات العربية المتحدة | مدينة الكويت، الكويت                                                          |
| 21:00                               |      | تقرير | - علي مبخوت 28' (ركلة.)  | الملعب: إستاد جابر الأحمد الدولي الحكم: علي صباح (الاتحاد العراقي لكرة القدم) |

| 25 ديسمبر 2017 كأس الخليج العربي 23 | الكويت | 0–1   | عمان                            | مدينة الكويت، الكويت                                                            |
| 20:00                               |        | تقرير | أحمد مبارك المحيجري 58' (ركلة.) | الملعب: إستاد جابر الأحمد الدولي الحكم: سعود العذبة (الاتحاد القطري لكرة القدم) |

| 28 ديسمبر 2017 كأس الخليج العربي 23 | السعودية | 0–2   | عمان                  | مدينة الكويت، الكويت                                                              |
| 18:30                               |          | تقرير | سعيد الرزيقي 58'، 77' | الملعب: ملعب نادي الكويت الحكم: هيتيكامكانامغي بيريرا (اتحاد سريلانكا لكرة القدم) |

### 2018
| 2 يناير 2018 كأس الخليج العربي 23 | عمان                       | 1–0   | البحرين | مدينة الكويت، الكويت                                                                      |
| 17:15                             | مهدي عبد الجبار 29' (ه.ذ.) | تقرير |         | الملعب: إستاد جابر الأحمد الدولي الحكم: هيتيكامكانامغي بيريرا (اتحاد سريلانكا لكرة القدم) |

| 5 يناير 2018 كأس الخليج العربي 23 | عمان | 0–0 (ب.و.إ.) | الإمارات العربية المتحدة | مدينة الكويت، الكويت                                                            |
| 17:30                             |      | تقرير        |                          | الملعب: إستاد جابر الأحمد الدولي الحكم: Ali Shaban (الإتحاد الكويتي لكرة القدم) |

| 27 مارس 2018 تصفيات كأس آسيا 2019 – المرحلة الثالثة | عمان               | 1–0   | فلسطين | مسقط، عمان                                                                                              |
| 19:00 ت ع م+4                                       | - خالد الهاجري 87' | تقرير |        | الملعب: مجمع السلطان قابوس الرياضي الحضور: 9,700 الحكم: تركي الخضير (الاتحاد العربي السعودي لكرة القدم) |

| 13 أكتوبر 2018 مباراة ودية | الفلبين                 | 1–1   | عمان                 | الريان (قطر)، قطر                                                             |
| 18:30 ت ع م+3              | خالد الهاجري 38' (ه.ذ.) | تقرير | رائد إبراهيم صالح 8' | الملعب: استاد ثاني بن جاسم الحكم: Khamis Al Marri (الاتحاد القطري لكرة القدم) |

| 16 أكتوبر 2018 مباراة ودية | عمان | 0–0   | الإكوادور | الدوحة، قطر                                                                         |
| 18:30 (ت ع م+03:00)        |      | تقرير |           | الملعب: استاد عبد الله بن خليفة الحكم: Abdulla Al Marri (الاتحاد القطري لكرة القدم) |

| 16 نوفمبر 2018 مباراة ودية | عمان               | 1–1   | سوريا           | مسقط، عمان                                                                                     |
| 18:30 ت ع م+4              | - محسن الخالدي 30' | تقرير | - يوسف قلفا 45' | الملعب: مجمع السلطان قابوس الرياضي الحكم: Khamis Mohamed Al Kuwari (الاتحاد القطري لكرة القدم) |

| 19 نوفمبر 2018 مباراة ودية | عمان                                 | 2–1   | البحرين             | مسقط، عمان                                                                            |
| 17:30 (ت ع م+04:00)        | - عيد الفارسي 56' - جميل اليحمدي 90' | تقرير | - مهدي الحميدان 68' | الملعب: مجمع السلطان قابوس الرياضي الحكم: حسين أبو يحيى (الإتحاد اللبناني لكرة القدم) |

| 13 ديسمبر 2018 مباراة ودية | عمان                             | 2–1   | طاجيكستان   | مسقط، عمان                                                                                     |
| 18:30 (ت ع م+04:00)        | محمد الغساني 74' · معتز صالح 76' | تقرير | Solehov 90' | الملعب: مجمع السلطان قابوس الرياضي الحضور: 1,500 الحكم: محمد عرفة (الاتحاد الأردني لكرة القدم) |

| 16 ديسمبر 2018 مباراة ودية | عمان             | 1–0   | طاجيكستان | مسقط، عمان                                                                           |
| 18:30 (ت ع م+04:00)        | خالد الهاجري 58' | تقرير |           | الملعب: مجمع السلطان قابوس الرياضي الحكم: Ahmed El Sayed (الاتحاد المصري لكرة القدم) |

| 27 ديسمبر 2018 مباراة ودية | عمان | 0–0    | الهند | أبو ظبي، الإمارات العربية المتحدة |
|                            |      | Report |       | الملعب: ملعب بني ياس              |

| 30 ديسمبر 2018 مباراة ودية      | أستراليا                                                                                        | 5–0   | عمان | دبي، الإمارات العربية المتحدة                                   |
| 16:00 ت ع م+04:00 (ت ع م+04:00) | - أندرو نبوط 10' - كريس إيكونوميديس 14' - أوير مابيل 24' - ميلوس ديجينيك 58' - جاكسون إرفين 89' | تقرير |      | الملعب: ملعب مكتوم بن راشد آل مكتوم الحضور: 0 (خلف أبواب مغلقة) |

### 2019
| 9 يناير 2019 كأس آسيا 2019 | أوزبكستان                               | 2–1   | عمان               | الشارقة، الإمارات العربية المتحدة                                                         |
| 17:30                      | - عادل أحمدوف 34' - إلدور شومورودوف 85' | تقرير | - محسن الغساني 72' | الملعب: استاد الشارقة الحضور: 9,424 الحكم: Ko Hyung-jin (اتحاد كوريا الجنوبية لكرة القدم) |

| 13 يناير 2019 كأس آسيا 2019 | عمان | 0–1   | اليابان                       | أبو ظبي، الإمارات العربية المتحدة                                                                          |
| 17:30                       |      | تقرير | - غينكي هاراغوتشي 28' (ركلة.) | الملعب: ستاد مدينة زايد الرياضية الحضور: 12,110 الحكم: محمد أميرول إيزوان يعقوب (اتحاد ماليزيا لكرة القدم) |

| 17 يناير 2019 كأس آسيا 2019 | عمان                                                              | 3–1   | تركمانستان         | أبو ظبي، الإمارات العربية المتحدة                                                          |
| 17:30                       | - أحمد مبارك المحيجري 20' - محسن الغساني 84' - محمد المسلمي 90+3' | تقرير | - Annadurdyýew 41' | الملعب: ستاد محمد بن زايد الحضور: 8,338 الحكم: نواف شكر الله (الاتحاد البحريني لكرة القدم) |

| 20 يناير 2019 كأس آسيا 2019 | إيران                                           | 2–0   | عمان | أبو ظبي، الإمارات العربية المتحدة                                                             |
| 21:00                       | - علي رضا جهانبخش 32' - أشكان دجاكه 41' (ركلة.) | تقرير |      | الملعب: ستاد محمد بن زايد الحضور: 31,945 الحكم: سيزار أرتورو راموس (اتحاد المكسيك لكرة القدم) |

## References
1. ↑  "Statement regarding abandoned 2014 FIFA World Cup Qualifier Myanmar against Oman". FIFA.com. 29 يوليو 2011. مؤرشف من الأصل في 2014-07-09. اطلع عليه بتاريخ 2011-08-04.
2. ↑  "2017 Arabian Gulf Cup - Final". refereesfifa.blogspot.fr. 5 يناير 2018. مؤرشف من الأصل في 2018-01-06. اطلع عليه بتاريخ 2018-01-05.